# Офре, Юг
Юг Жан-Мари Офре́ (фр. Hugues Jean-Marie Auffray) — французский музыкант испанского происхождения.

## Биография
Юг Офре родился 18 августа 1929 года в парижском предместье Нёйи-сюр-Сен. После развода родителей жил с отцом в Мадриде, в 1948 году вернулся во Францию.
В 1959 году принял участие в конкурсе, организованном радиостанцией Europe 1. Песня Сержа Генсбура «Le Poinçonneur des Lilas» в исполнении Офре заняла первое место. Он подписал контракт с фирмой грамзаписи «Barclay».
В начале 60-х Офре выступает в США, откуда возвращается с песнями Боба Дилана, переведенными на французский. В 1964 году участвовал в конкурсе Евровидение. Офре представлял Люксембург, занял 4 место.

## Личная жизнь
В 1951 году женился на Элен Фор, внучке Эли Фора. В браке родились две дочери: Мари и Шарлотта.

## Общественная деятельность
Поддержал кандидатуру Жака Ширака во время президентских выборов в 2002 году.
В 2011 году подписал петицию против строительства ГЭС Белу-Монти.